# Unité urbaine de Plouigneau
 (juin 2018).
L'unité urbaine de Plouigneau est une unité urbaine française centrée sur Plouigneau, une commune de l'aire urbaine de Morlaix.

## Données générales
En 2010, selon l'INSEE, l'unité urbaine de Plouigneau est composée d'une seule commune  située dans l'arrondissement de Morlaix dans le nord du département du Finistère.
En 2016, elle comporte 5 107 habitants.
En 2016, sa densité de population s'élève à 78,79 hab/km², ce qui en fait une unité urbaine pas très densément peuplée dans la région de Bretagne.

## Délimitation de l'unité urbaine de 2010
En 2010, l'INSEE a procédé à une révision des délimitations des unités urbaines de la France ; celle de Plouigneau est demeurée inchangée étant composée d'une commune urbaine et étant toujours une ville isolée.
| Ville isolée | Superficie | Population | Densité de population |
| ------------ | ---------- | ---------- | --------------------- |
| Plouigneau   | 64,82 km2  | 5 107 hab. | 78,79 hab/km2         |

## Évolution démographique
L'unité urbaine de Plouigneau enregistre une évolution démographique positive dans la période 1968-2015, avec une moyenne de +1.23% par an pour une croissance de 1968 à 2015 de +52.03%.
(Données avant fusion avec Le Ponthou)
| 1968  | 1975  | 1982  | 1990  | 1999  | 2004  | 2009  | 2014  | 2015  |
| ----- | ----- | ----- | ----- | ----- | ----- | ----- | ----- | ----- |
| 2 844 | 3 172 | 3 608 | 4 023 | 4 138 | 4 278 | 4 685 | 4 849 | 4 901 |

Histogramme

(élaboration graphique par Wikipédia)

### Sources
1. ↑  Composition communale de l'unité urbaine de Plouigneau